# Дашков, Андрей Дмитриевич
Князь Андрей Дмитриевич Дашков (1512/1517 — 1568) — московский сын боярский и воевода во времена правления Ивана IV Васильевича Грозного.
Из княжеского рода Дашковых. Предполагаемый потомок Рюрика в 20-м колене. Старший сын родоначальника рода, князя Дмитрия Михайловича по прозванию Дашков. Братья — князья Иван Дмитриевич Дашков (ум. 1568) и Семён Дмитриевич Дашков (ум. после 1558).

## Биография
В октябре 1551 года упоминается в качестве московского сына боярского. В 1555 году — годовал третьим воеводой в крепости Алатырь.
9 мая 1556 года находится 2-м воеводой в Свияжске «за городом» (вместе с Михаилом Ивановичем Вороным-Волынским), а в следующем году третий воевода для вылазок там же.
В декабре 1562 года во время царского похода на Полоцк, служил приставом при татарском царевиче Тохтамыше в передовом полку русской армии.
В марте 1563 года — третий воевода в Юрьеве (Дерпте), служил под командованием боярина князя Андрея Михайловича Курбского и князя Михаила Федоровича Прозоровского, откуда переведён четвёртым воеводою в Смоленск. В 1565 году годовал третьим воеводою в Астрахани.
В 1566/1567 году — 2-й воевода сторожевого полка (1-й воевода того же полка — боярин князь Василий Семёнович Серебряный-Оболенский) в Коломне в войсках под командованием удельного князя Владимира Андреевича Старицкого, боярина князя Михаила Ивановича Воротынского и боярина Семена Васильевича Яковлева-Захарьина.
В 1568 году князь Андрей Дмитриевич со свои братом князем Иваном Дмитриевичем казнены, по делу о заговоре в земщине, в связи с «делом» боярина Ивана Петровича Фёдорова. Его имя внесено в синодик опальных людей Ивана Грозного.
Женат на дочери наместника двинского, князя Ивана Васильевича Токмака Ноздроватого-Звенигородского.

## Критика
По поколенной росписи в родословной книге М.Г. Спиридова показан бездетным. В родословной книге из собрания М.А. Оболенского у него показан сын, тоже князь Андрей, имевший сына князя Ивана и внука тоже князя Ивана.